# Гранд-Кі (острів)
Гранд-Кі (англ. Grand Cay) — рівнинний острів в складі Багамських островів. В адміністративному відношенні відноситься до району Гранд-Кі.
Острів розташований на півночі архіпелагу Абако між гупою островів Волкерс-Кі та островами Дабл-Брестер. Острів рівнинний, східна частина заболочена. Має довжину 1,8 км, ширину 380 м — 1,5 км.

## Туризм
Острів полюбляв відвідувати американський президент Річард Ніксон. Тут розвинений дайвінг та рибальство.